# 高知県保育所一覧
高知市保育園一覧（こうちしほいくえんいちらん）は、高知県高知市内の保育園の一覧。

## 公立保育園

### 高知市
- 高知市旭保育園
- 高知市下知保育園(廃園)
- 高知市河ノ瀬保育園
- 高知市長浜保育園
- 高知市一宮保育園
- 高知市小高坂保育園
- 高知市朝倉保育園
- 高知市大津保育園
- 高知市愛善保育園
- 高知市中野保育園
- 高知市若葉保育園
- 高知市南海保育園
- 高知市秦中央保育園
- 高知市宮前保育園
- 高知市石立保育園
- 高知市種崎西保育園
- 高知市介良西部保育園
- 高知市神田みどり保育園
- 高知市ちより保育園
- 高知市とさやま保育園
- 高知市とさやま保育園 久重分園
- 高知市かがみ保育園
- 高知市春野弘岡上保育園
- 高知市春野弘岡中保育園
- 高知市春野東部保育園
- 高知市春野中央保育園
- 高知市春野仁西保育園
- 高知市春野西保育園
- 高知市春野平和保育園

## 私立保育園
(株)翠林社  認定こども園葛島保育園